# Lista de sismos no Brasil
Esta é uma lista de sismos e terremotos significativos sentidos no Brasil. Eles atendem alguns critérios como:
- Intensidade mínima do terremoto de 3 pontos na região.
- Significância histórica do evento.
- Danos ou mortes.

Observação: O relatório do Sismo deve ter pelo menos um desses critérios.

Observação da Lista:
- Hipocentro: Os valores de 0 km indicam que se trata de um sismo raso (ocorrido possivelmente entre 0 e 10 km), entretanto não há dados suficientes para estimar uma profundidade precisa.[1]
- Magnitude: Diferentes escalas de magnitudes estão presentes na lista, por exemplo a escala de magnitude de momento (Mw), e escala Richter (ML), e em alguns registros, foi adicionado Escala Mercalli em suas informações.

Escala Mercalli
- I-II: Geralmente imperceptível, porém animais domésticos como cães e gatos podem ficar agitados, e uma pequena chance de sentir o tremor em andares elevados.
- III-IV: Perceptível, objetos soltos podem balançar e uma chance mínima de causar pequenas trincas nas paredes.
- V: Moderado, Pode causar destelhamento e rachaduras moderadas.
- VI-VII: Moderado-Violento, Móveis podem se mover, queda de infraestruturas não-reforçadas, o Sismo de 1986 teve intensidade VII, e foi o mais violento de todo o Brasil.
- VIII-IX: Violento, queda de prédios e árvores, rachaduras são visíveis no solo.
- X-XI: Muito violento, 40% dos edifícios da região com esta intensidade desabam, alto percentual de mortes.
- XII: Cataclísmico, Queda de 95%-100% das casas e prédios, rachaduras profundas aparecem no solo em meio ao terremoto.

## Eventos sísmicos de 1807 - 2000
| Data                                                    | Epicentro                         | Mag.           | Hipocentro     | Mortos         | Notas |
| ------------------------------------------------------- | --------------------------------- | -------------- | -------------- | -------------- | --- |
| 1807                                                    | Pereiro                           | Não registrado | Não registrado | Não registrado | Primeiro abalo sísmico registrado no Ceará, não tem identificação de mortos ou magnitude devido a época do acontecimento. |
| 28 de abril de 1911                                     | Tarauacá                          | 7,5 Mw         | 560 km         |                | [ 5 ] |
| 27 de janeiro de 1922                                   | Mogi Guaçu                        | 5,1 MA         | 0 km           | 01             | Confirmado por registros históricos, o sismo provocou pânico na região metropolitana, suas principais consequências foram danos severos em casas e prédios e a queda de objetos frágeis, uma pessoa morreu, a quantidade de feridos é desconhecido, intensidade máxima VI                                                                 |
| 4 de agosto de 1930                                     | Acre                              | 6,0            | Desconhecido   |                | |
| 28 de Junho de 1939                                     | Tubarão                           | 5,5 MA         | 0 km           | 00             | Confirmado por registros históricos, o Sismo teve epicentro no mar, foi sentido em toda a região Sul brasileira, uma casa pegou fogo devido ao tremor, ninguém ficou ferido. O sismo foi acompanhado por um pequeno tsunami. Intensidade máxima VI                                                                                        |
| 9 de julho de 1950                                      | Guajará                           | 7,0            | 630 km         | 00             | |
| 9 de julho de 1950                                      | Acre                              | 7,0            | 620 km         | 00             | |
| 31 de janeiro de 1955(6.6) 28 de fevereiro de 1955(6.3) | Vitória                           | 6,3            | 300 km         | 00             | Confirmado por registros históricos, com seu epicentro no mar, suas consequências foram queda de objetos e danos estruturais, a intensidade estimada é VI, foi sentida em toda a região metropolitana, não houve alteração no nível do mar. O sismo foi detectado e medido após ondulações em um barógrafo de Cuiabá e ao redor do mundo. |
| 31 de janeiro de 1955(6.6) 28 de fevereiro de 1955(6.3) | Serra do Tombador                 | 6,6 ML         | Desconhecido   | 00             | Não há registros de danos consideráveis causados. |
| 9 de novembro de 1963                                   | Feijó                             | 7,7 Mw         | 597 km         | 00             | Maior Terremoto da História do Brasil. |
| 24 de Outubro de 1972                                   | Litoral Norte do Rio de Janeiro   | 4,8            | 0 km           | 00             | Confirmado por registros históricos, com epicentro no mar, sismo assustou grande parte da população da região norte do estado e na região metropolitana de Vitória, o tremor quebrou vidraças e balançou móveis, não houve alteração no nível do mar, uma das cidades mais atingida foi Campos dos Goytacazes. Intensidade máxima V.      |
| 20 de novembro de 1980                                  | Ceará                             | 5,2            | 5 km           | 01             | Maior terremoto da Região Nordeste do país e do estado do Ceará. Ficou na lista dos maiores tremores de terra da história do Brasil. Com a intensidade máxima VI, 1 pessoa morreu e várias ficaram feridas. Foi sentido em toda a região sul e metropolitana, sendo o município mais atingido Pacajus.                                    |
| 1983                                                    | Norte do Amazonas                 | 5,5            | Desconhecido   | 00             | |
| 30 de novembro de 1986                                  | João Câmara                       | 5,1 MW         | Desconhecido   | 01             | Após o sismo, 4.348 edificações foram danificadas, 1 pessoa morreu e 26.200 ficaram desabrigadas, com intensidade VII, Este é o tremor mais caótico do Brasil e o maior terremoto já registrado no estado do Rio Grande do Norte. |
| 31 de janeiro de 1955                                   | Porto dos Gaúchos, no Mato Grosso | 6.6            | Desconhecido   | 00             | A 644 km de Cuiabá, capital mato-grossense, ocorreu o maior terremoto registrado em solo brasileiro. O que explica este e outros sismos ocorridos na região é uma falha geológica, que facilita a ocorrência de tremores mais fortes. Pelo fato da região ser pouquíssimo povoada na época, não houve vítimas.                            |
| 26 de outubro de 1996                                   | Litoral do Rio de Janeiro         | 4,0            | Desconhecido   | 00             | [ 16 ] |
| 22 de maio de 1998                                      | Nova Ponte                        | 4,1 MW         | 3 km           | 00             | [ 17 ] |
| 15 de março de 1999                                     | São Gabriel da Cachoeira          | 4,0 MB         | 22 km          | 00             | [ 18 ] [ 19 ] |

## Eventos sísmicos de 2001—atualmente
| Data                    | Epicentro                               | Mag.   | Hipocentro | Mortos | Notas |
| ----------------------- | --------------------------------------- | ------ | ---------- | ------ | --- |
| 21 de junho de 2003     | Amazonas                                | 7,1 Mw | 553 km     | 00     | |
| 23 de março de 2005     | Portos dos Gaúchos                      | 5,0 MB | 3 km       | 00     | [ 20 ] |
| 4 de janeiro de 2006    | Telêmaco Borba                          | 4,1 mR | 0 km       | 00     | Danos leves, intensidade III. |
| 9 de dezembro de 2007   | Itacarambi                              | 4,9 ML | 1 km       | 01     | Intensidade Mercalli VI, 300 pessoas desabrigadas e 6 feridas. Uma criança de 5 anos morreu. O terremoto foi seguido de 163 tremores secundários no mesmo dia. |
| 24 de abril de 2008     | Litoral de São Paulo                    | 5,2 ML | 10 km      | 00     | Com o epicentro no oceano, próximo a costa de São Vicente, este terremoto foi sentido na Baixada Santista (intensidade V-VI), com maior intensidade na Grande São Paulo (intensidade VI) e em mais quatro estados brasileiros. (Incluindo Rio de Janeiro e Paraná com intensidade entre III e I). Possíveis danos a um hospital em São Paulo, evacuação de edifícios e interrupção do fornecimento de água em algumas cidades foram suas consequências. |
| 15 de junho de 2009     | Coxim                                   | 4,9 ML | 6 km       | 00     | Esse evento, ocorrido no município de Coxim, em Mato Grosso do Sul, foi o maior terremoto do ano de 2009 com o epicentro no Brasil. |
| 11 de Janeiro de 2010   | Rio Grande do Norte                     | 3,8    | 0km        | 00     | Apesar da baixa magnitude, o sismo foi sentido em outros dois estados, como resultado de um grande enxame de abalos sísmicos na região, o sismo provocou rachaduras nas estruturas e assustou grande parte da população, incluindo de Natal, a cidade mais atingida foi João Câmara. Intensidade Máxima III. |
| 25 de abril de 2010     | Cruzeiro do Sul                         | 4,9 MB | 17 km      | 00     | O sismo ocorreu no estado do Acre, às 20:10, com o epicentro a 100 km a noroeste de Cruzeiro do Sul. Não houve relatos de danos ou vitimas |
| 24 de maio de 2010      | Tarauacá                                | 6,5 MW | 581 km     | 00     | O simo ocorreu no estado do Acre, às 13:18 |
| 8 de outubro de 2010    | Tocantins Goiás                         | 5,0    | 1 km       | 00     | Sismo moderado de 5.0, com intensidade IV, atinge o Goiás por uma falha geológica, entrando em fronteira com o Tocantins, ocorreu em 8 de outubro de 2010, sendo um dos município atingidos Mara Rosa. |
| 30 de outubro de 2010   | Tarauacá                                | 4,7    | 628 km     | 00     | Sismo ocorrido em 30 de outubro de 2010 a 58 km de Tarauacá, com 628 km de profundidade, é difícil ser sentido, o epicentro foi no Brasil. |
| 15 de maio de 2011      | Litoral nordeste do Rio Grande do Norte | 6,0    |            | 00     | Sismo ocorrido em 15 de maio a 1.277 km nordeste de Natal, em meio ao atlântico. Foi descartado qualquer tipo alteração no nível do mar. |
| 19 de maio de 2012      | Montes Claros                           | 4,0 mR | 1 km       | 00     | Apesar da baixa magnitude, o sismo foi sentido pela cidade inteira, com intensidade III, suas consequências foram a solicitação de vistoria para diversas edificações. Esse foi o principal evento da série de terremotos ocorridos na semana. |
| 20 de maio de 2012      | Montes Claros                           | 2,6 mR | 0 km       | 00     | [ 40 ] |
| 22 de maio de 2012      | Montes Claros                           | 3,0 mR | 0 km       | 00     | [ 41 ] |
| 25 de novembro de 2012  | Ariquemes                               | 4,3 M  | 0 km       | 00     | [ 42 ] |
| 19 de dezembro de 2012  | Montes Claros                           | 4,0 MB | 0 km       | 00     | Novamente Montes Claros viera a ser atingida por um sismo, que apesar de baixa magnitude, foi possível senti-lo pela cidade inteira. Esse foi o principal evento do enxame sísmico, sendo ele o mais forte. Ocorreu às 4:54:39 da manhã. |
| 19 de dezembro de 2012  | Montes Claros                           | 3,6 mR | 2 km       | 00     | O primeiro evento sísmico do dia 19, ocorreu às 4:54:38 da manhã. |
| 19 de dezembro de 2012  | Montes Claros                           | 3,6 mR | 2 km       | 00     | O terceiro, e último evento sísmico ocorreu às 05:31 da manhã. Vários bairros da cidade ficaram sem energia, e alguns edifícios foram danificados devido aos tremores, todos os tremores teve uma variação de intensidade II-IV. |
| 23 de dezembro de 2013  | Brusque                                 |        | 0 km       | 00     | Não houve relatos de danos ou vítimas. |
| 25 de novembro de 2015  | Tarauacá                                | 4,6    | 609 km     | 00     | Um terremoto de 4,6 pontos de magnitude foi registrado no Brasil em 25 de novembro, a 78 km da cidade de Tarauacá (AC), a 609 km de profundidade. |
| 26 de novembro de 2015  | Tarauacá                                | 6,7    | 604 km     | 00     | Um dos maiores da história do Brasil. |
| 26 de novembro de 2015  | Tarauacá                                | 4,9    | 609 km     | 00     | |
| 26 de novembro de 2015  | Tarauacá                                | 5,1    | 626 km     | 00     | |
| 02 de maio de 2016      | Esmeraldas                              | 3,7    | 0 km       | 00     | O sismo foi sentido em toda a região, incluindo Belo Horizonte, houve relatos de danos estruturais e câmeras de segurança registraram o tremor em Betim, não houve feridos. Intensidade Mercalli III. |
| 20 de dezembro de 2016  | Amazonas                                | 4,0 mR | 0 km       | 00     | Um sismo de magnitude 4,0 atingiu o município de Tapauá-AM às 22:03 em 20 de dezembro |
| 30 de agosto de 2020    | Mutuípe                                 | 4,6    | 10 km      | 00     | Intensidade Mercalli VI, suas consequências incluem queda de telhas e rachaduras em construções, o sismo foi sentido em toda a região, incluindo a zona metropolitana da Bahia. O tremor foi seguido por tremores secundários que duraram dias, sendo que um deles chegou á magnitude de 3.5 |
| 16 de março de 2021     | Guaimbê                                 | 3,0    | 0 km       | 00     | [ 51 ] |
| 28 de abril de 2021     | Rorainópolis                            | 4,7    | 0 km       | 00     | [ 52 ] [ 53 ] |
| 14 de maio de 2021      | Breves                                  | 4,3    | 0 km       | 00     | [ 54 ] |
| 14 de maio de 2021      | Tarauacá                                | 5,9    | 596 km     | 00     | [ 55 ] |
| 15 de setembro de 2021  | Guaimbê                                 | 3,6    | 0 km       | 00     | Confirmado por moradores e registrado por câmeras de segurança. |
| 7 de junho de 2022      | Tarauacá                                | 6,5    | 616 km     | 00     | [ 57 ] |
| 24 de julho de 2022     | Acre                                    | 4,4    | 613 km     | 00     | [ 58 ] |
| 17 de janeiro de 2023   | Tarauacá                                | 4,4    | 639 km     | 00     | Maior profundidade de um sismo no Brasil nesse século, não causou danos. |
| 16 de fevereiro de 2023 | Rubim                                   | 3,4    | 0 km       | 00     | [ 60 ] |
| 16 de junho de 2023     | Vale do Ribeira                         | 4,0    | 0 km       | 00     | Confirmado por registros em câmeras de segurança |
| 22 de janeiro de 2024   | Acre                                    | 6,6    | 614 km     | 00     | Apesar da alta magnitude, não houve relatos de danos. |
| 7 de janeiro de 2024    | Pacaraima                               | 4.5 mR | 0 km       | 00     | Com intensidade Mercalli III, suas consequências incluem queda de energia e danos estruturais leves. |
| 18 de junho de 2024     | Frutal                                  | 4.0 mR | 10 km      | 00     | Intensidade mercalli estimada de III-IV, causou danos leves, incluindo queda de objetos. |
| 2 de março de 2025      | Mato Grosso                             | 4,5    | 100km      | 00     | Apesar da profundidade, foi sentido em toda a região, incluindo Cuiabá, não houve danos significativos, intensidade máxima III, a cidade mais atingida foi Poconé. |
| 22 de Junho de 2025     | Rondônia                                | 3,5    | 0km        | 00     | Confirmado por câmeras de segurança, o tremor causou pânico nas cidades de Ouro Preto do Oeste e Nova União (Rondônia). |